# Neomór építészet
A neomór építészet (angolul: Moorish Revival architecture / Neo-Moorish style, franciául: Architecture néo-mauresque, németül: Orientalisierende Architektur) a historizáló építészet, azon belül az úgynevezett neostílusok egyik ága a 19. században. A két világháború közötti időben (1920-as, 1930-as évek) az újhistorizáló építészet keretén belül alkalmilag jelent meg a használata. Nem összekeverendő a szintén iszlám elemeket felhasználó indo-szaracén építészettel.

## Története

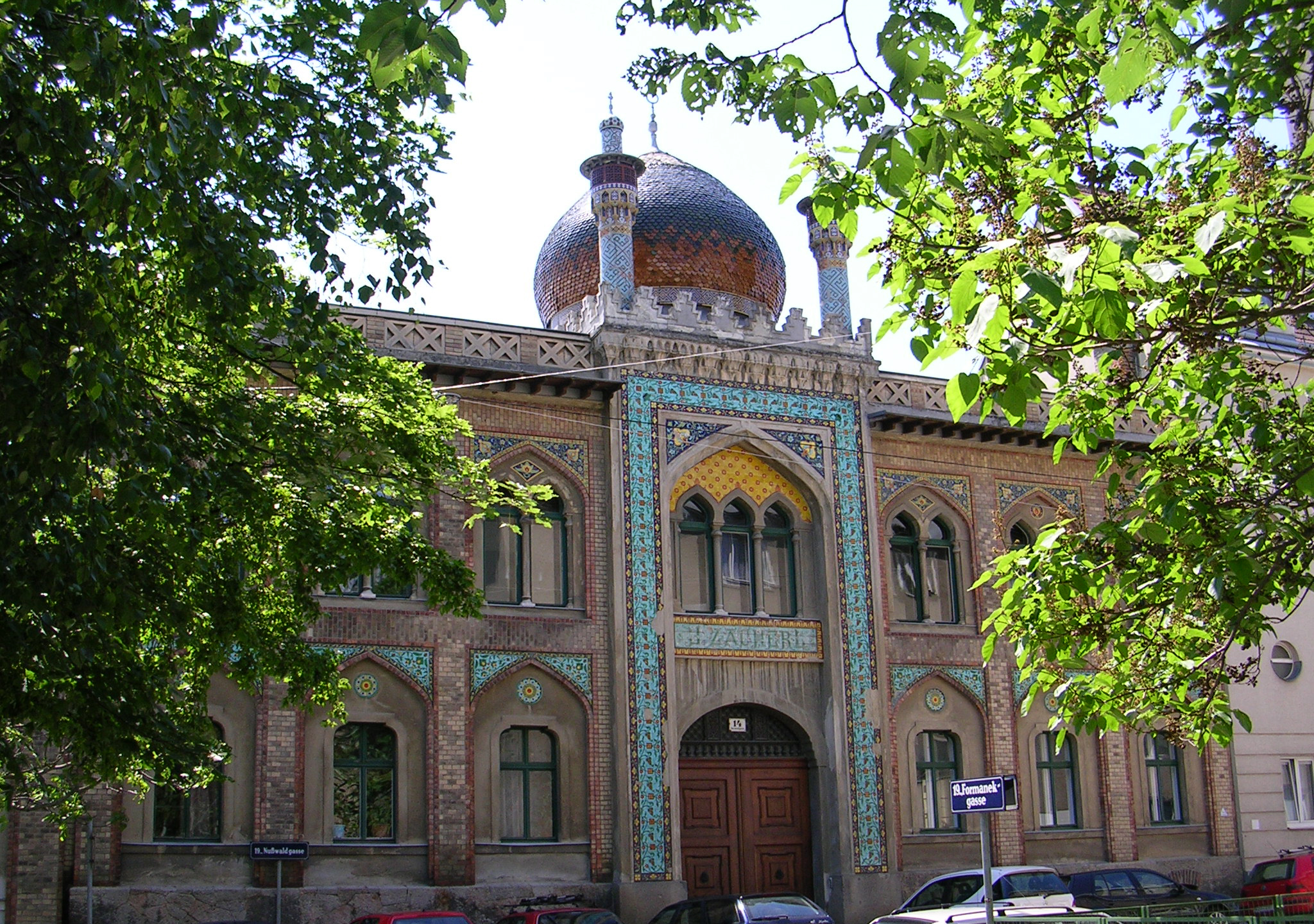
Zacherl-gyár, Bécs

### Kialakulása, jellemzői
A 19. század elején megnőtt régi, egzotikusnak tartott Kelet felé való érdeklődés (orientalizmus) keretében merült fel a keleti kultúrák építészetének vizsgálata. Ahogy folyamatosan más régi európai építészeti stílusokat is felújítottak (pl. neoromán, neogót, neoreneszánsz, neobarokk), úgy jelentek meg a középkori arab világhoz köthető építészeti emlékek utánzásai. Az ilyen stílusban épült épületeket egyszerűen neomórnak (újmór) szokták nevezni, utalva a Hispániai-félsziget déli részének középkori mór építészetére (8–15. század).
Jellemző rá a patkóív forma, a geometrikus és növényi formák alkalmazása, a kupolás (különösen a csegelyes kupolás) építési mód használata. Előnyben részesítette a vörös tégla és a hármas árkádsor alkalmazását is. Olykor (főleg zsinagógaépítészetben) megfigyelhető a hagymakupola, a kisebb tornyok és a háromnegyedköríves nyílások használata.
A neomór stílus a festőiséget kedvelő romantikus építészet idején jelent meg.
A stílust gyakran keverték a bizánci (neobizánci) építészeti formákkal, más esetekben neoromán és egyéb (nem mór) keleti elemekkel. A Frankfuri zsinagógánál a gótikus építészet formáival (pl. szamárhátíves záródású, mérműves ablakok) keverték a mór stílust.
Fontos kiemelni, hogy a régi keleti építészetnek másfajta utánzása is létezett. Azaz lehet beszélni többek között neobizánci építészetről, neoegyiptomi stílusról, indo-szaracén vagy neomogul építészetről is. Az építészeti orientalizás egyik korai példája, a híres Royal Pavilion (Brighton, Anglia, 1815–1822) például nem neomór, hanem inkább indiai-neomogul (kínai formák felhasználásával) épületnek tekinthető.

### Használata

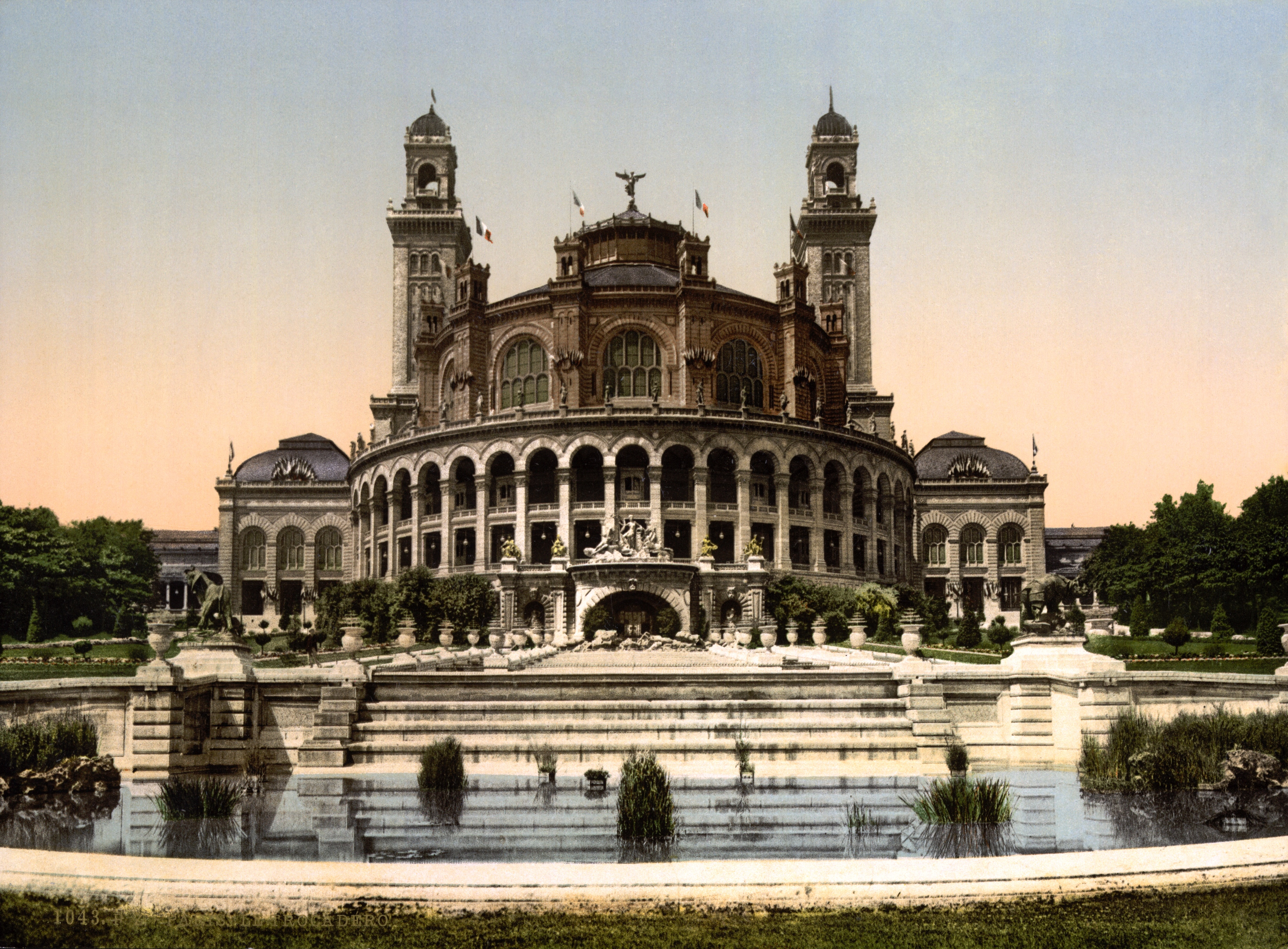
Trocadéro-palota, Párizs

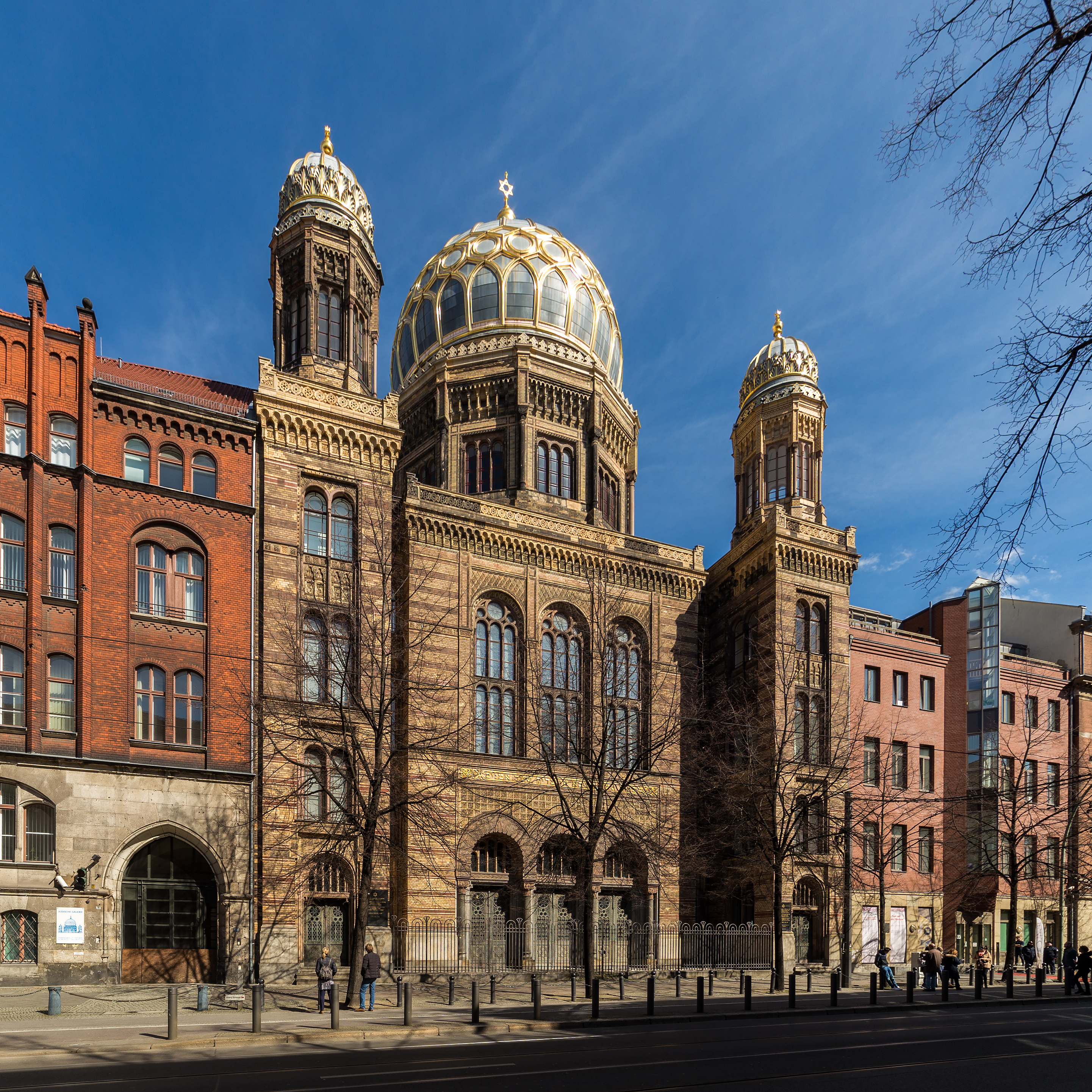
Új Zsinagóga, Berlin

A keleti formák alkalmazása gyakran (de nem mindig) az épület funkciójával összefüggést mutathatott. Példa erre a Zacherl-gyár (Bécs), amely indiai rovarport használt termékeinek előállításához, az épületet is a iszlám építészet formáira tervezték.
A neómór stílust nagyon kedvelte az európai zsidóság is a zsinagógaépítészetben annak keleti eredete miatt. A színes és festői stílus ugyanakkor a zsinagógák mellett keresztény templom építésénél is igénybe vették olykor (pl. Gusztáv Adolf templom, Bécs, 1846–1849; Görög katolikus templom, Bécs, 1858; Matzleinsdorfi temetőkápolna, Bécs, 1858) Múzeumi alkalmazására példa a bécsi Hadtörténeti Múzeum (1849–1856). Ebben az esetben a törökökkel való harcokra utalhatott a stílus.
A nagy méretű berlini Új Zsinagóga (1859–1866) hátrahúzott középső rizalitjával, szélső tornyaival, belső karzatával és kupolás terével sajátos épülettípust teremtett a következő fél évszázad számára. Érdekessége, hogy a kupola esetében a hagymakupola mintáját használták fel.
A ma már nem létező Trocadéro-palota (Párizs) az 1878-as Világkiállításra épült. Szándékoltan különleges, mór elemeket is felvonulató megjelenésével hamar az Világkiállítás szimbólumává vált. A kiállítás után az eredeti tervekkel szemben nem bontották el, hanem különféle (pl. múzeumi) célokra használták. Elbontására csak az 1930-as években került sor.
A neomór stílus a 19. század végéig élt, ám ebben az időben már leginkább csak cirkuszok, jégcsarnokok, szabadtéri jégpályák öltözőépületeinél használták (pl. Párizsi Jégcsarnok).
Egyéb példák:
- császári pavilon a Mars Mezőn, Párizs (1867)[14]
- Palais Vassier, Ille (1892, elbontva: 1925)[14]
- Villa Wilhelmina, Bad Cannstadt[14]
- Carratera de Aragon bikaviadalcsarnok, Madrid (1874, elbontva: 1934)[14]
- Múzeum, Trinity College, Dublin (1852–1857)[13]
- Zsinagóga, Kaiserslautern (1886)[15]
- Zsinagóga, Frankfurt (1850–1860)[16]
- Zsinagóga, Braunschweig (1875)[10]

Az Európán kívüli világban elszórtan találunk példákat a neomór stílus használatára, elsősorban a gyarmati építészetben (pl. Emanu-El zsinagóga, New York, 1868; Hippodrome, New York, 1905; Forum Színház, Melbourne, 1929).

### A neomudéjar stílus
A spanyol hódítás után a Hispániai-félszigeten maradt, meg nem keresztelkedő arabok építészete a mudéjar építészet. Ez bizonyos mértékben eltért a korábbi mór építészettől. Ennek 19. századi utánzását neomudéjarnak szokták nevezni.

## Képtár

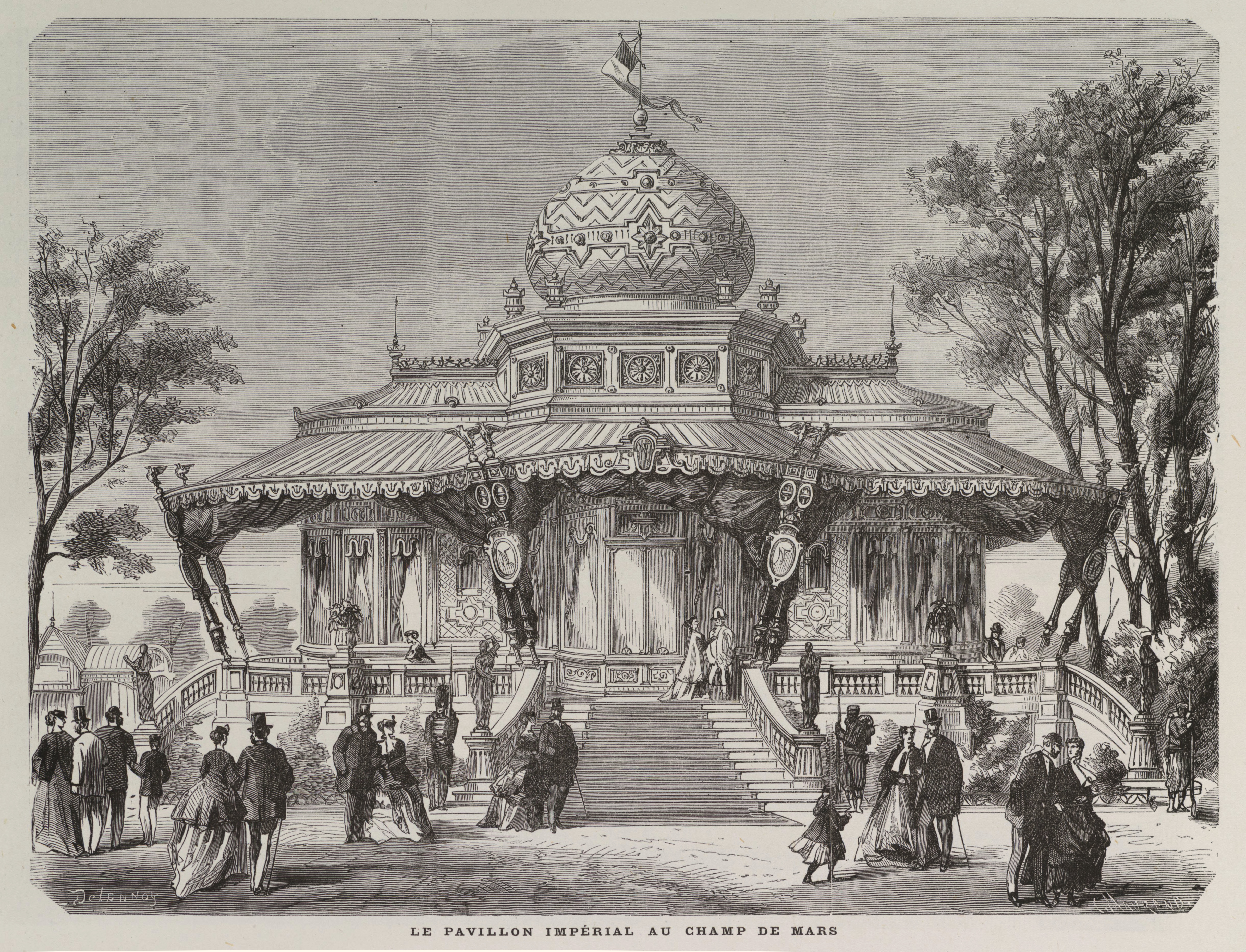
császári pavilon a Mars Mezőn, Párizs
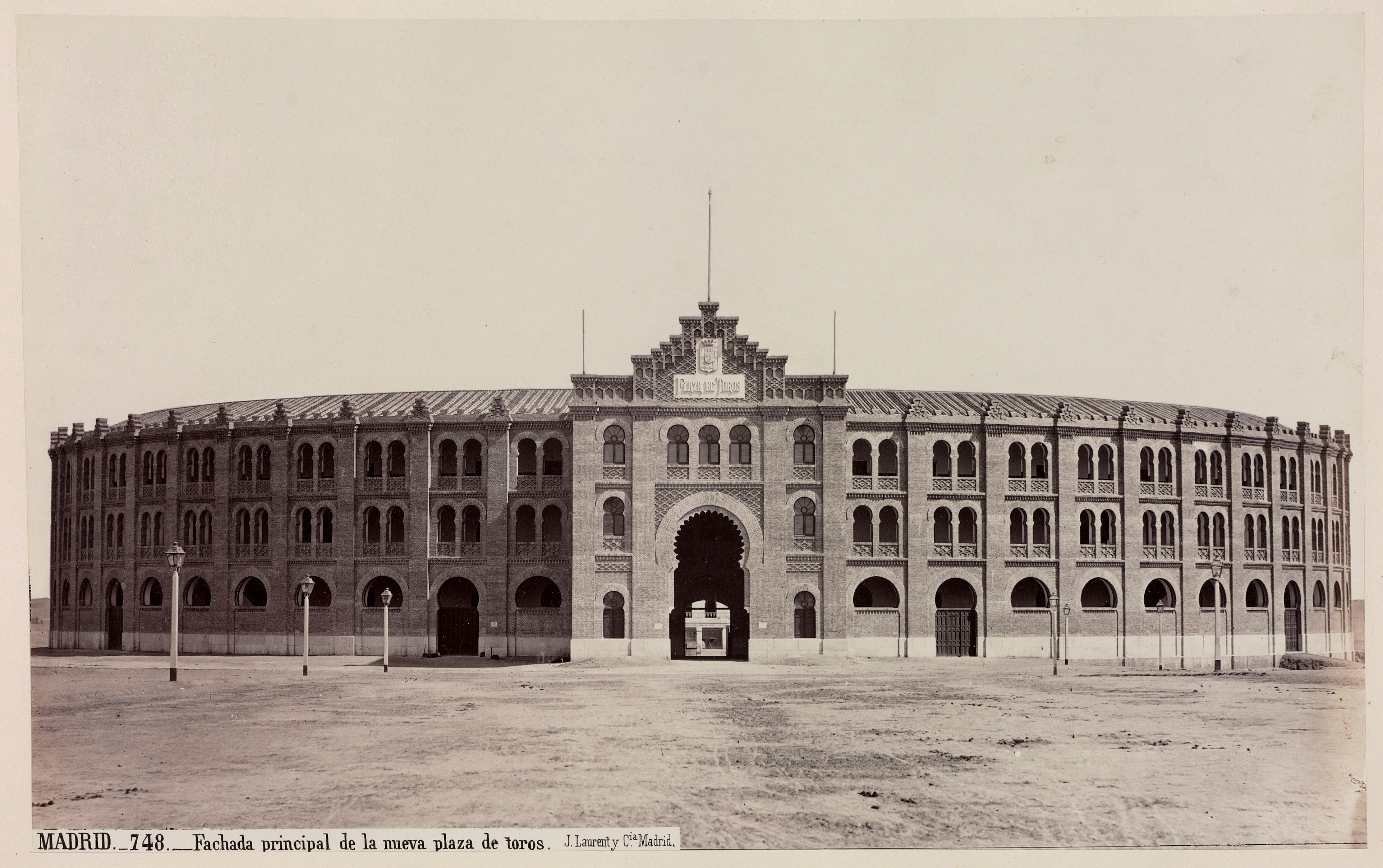
Carratera de Aragon bikaviadalcsarnok, Madrid
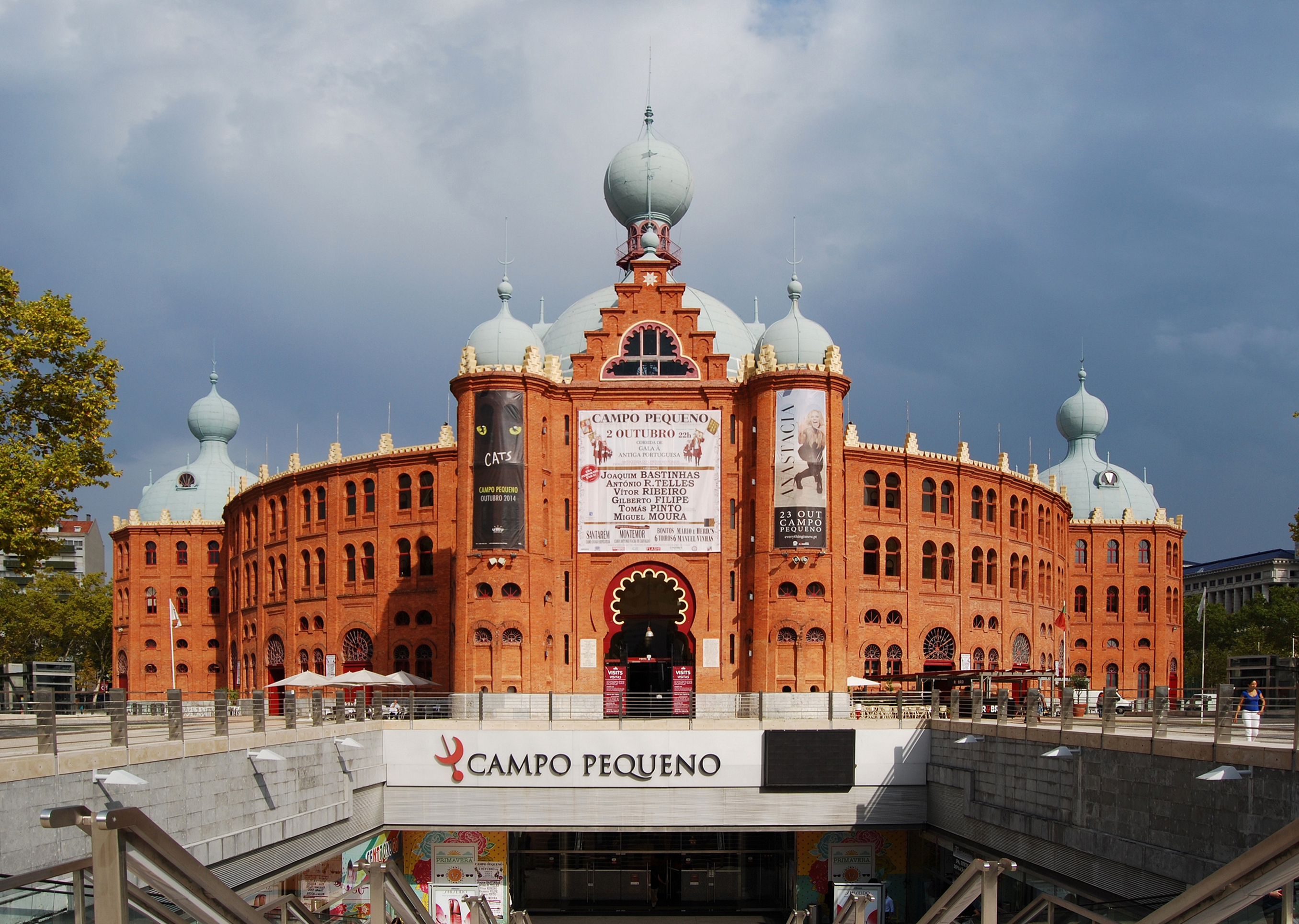
Campo Pequeno bikaviadalcsarnok, Lisszabon
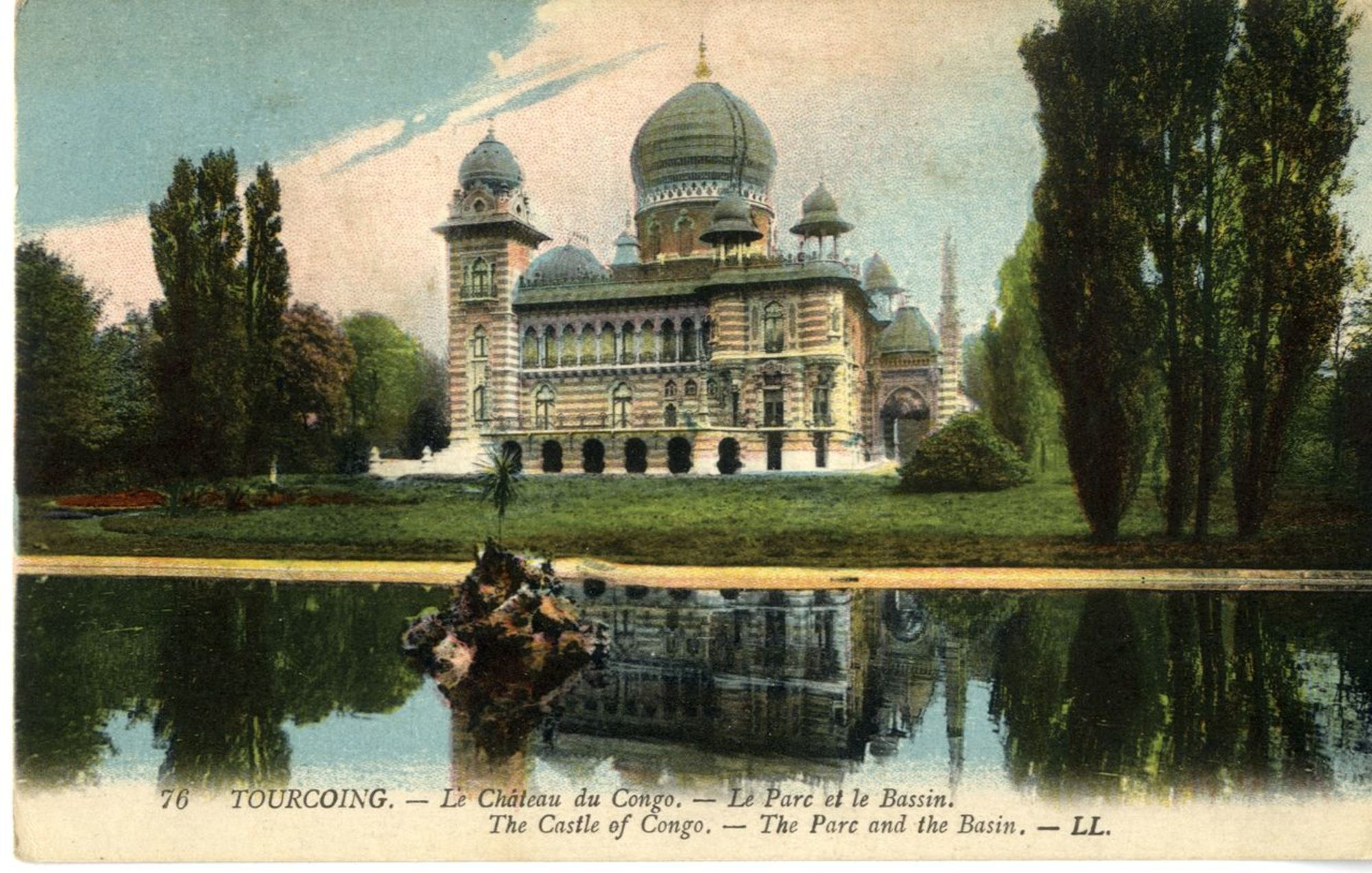
Palais Vassier, Ille
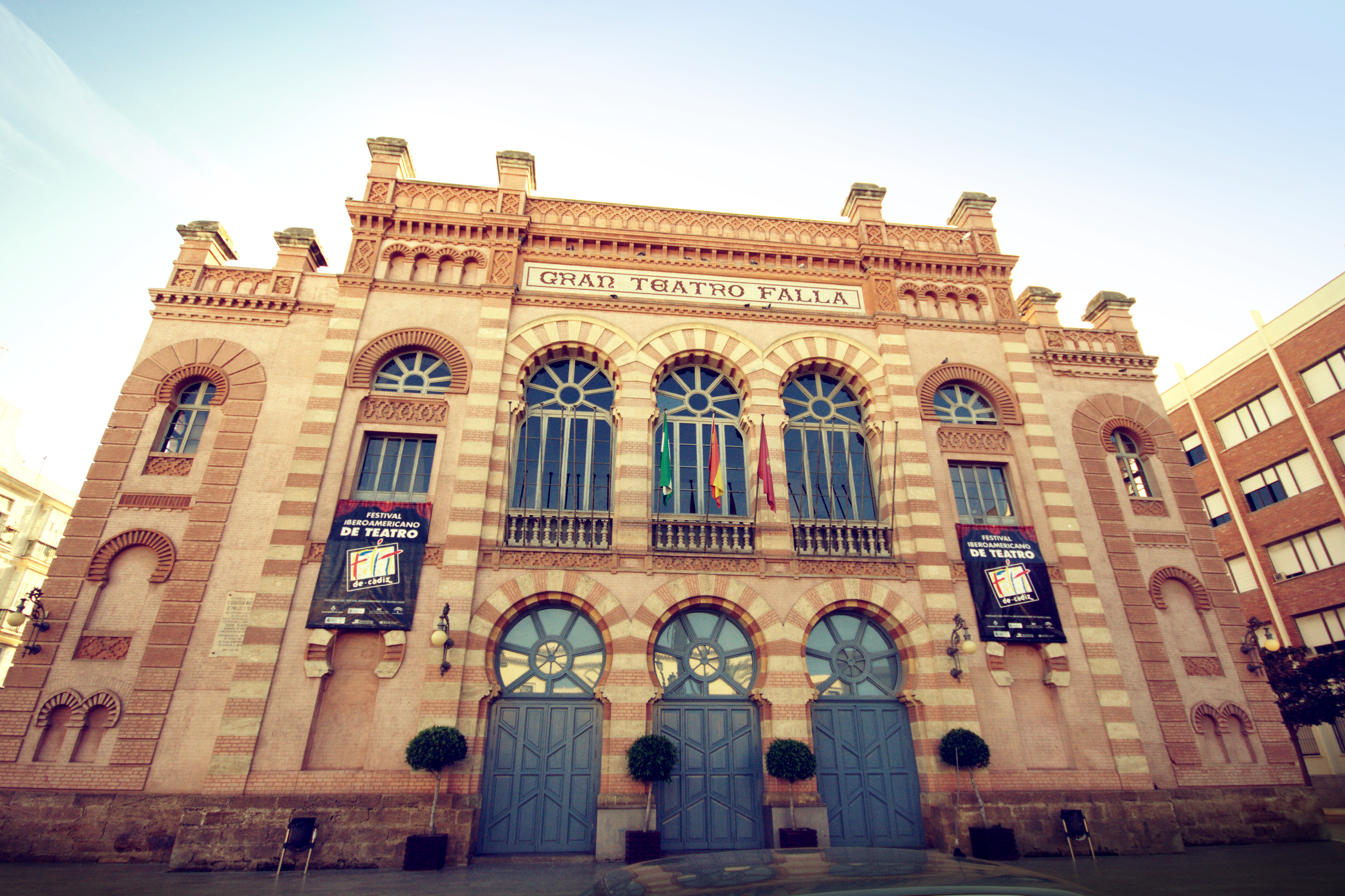
Falla Nagyszínház, Cádiz
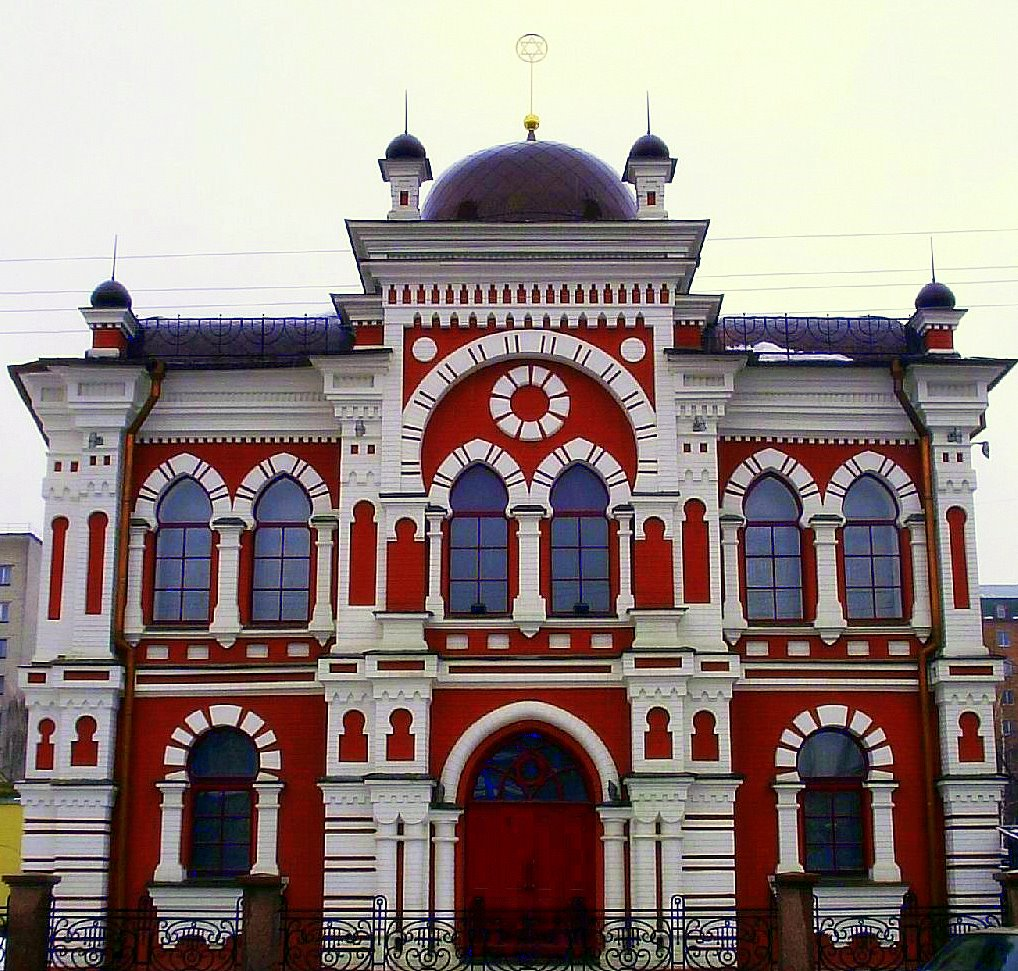
Nagy Zsinagóga, Kijev
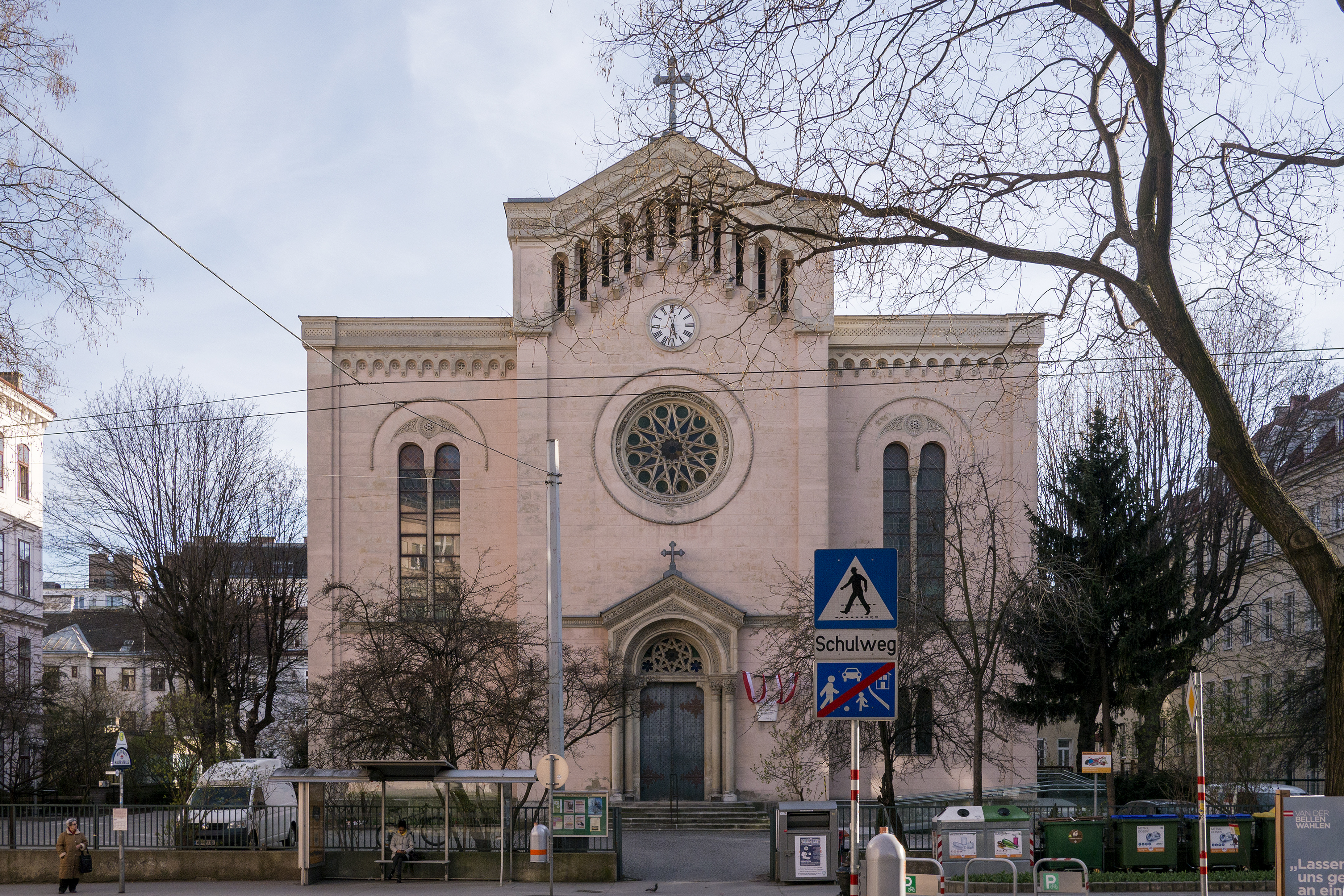
Gusztáv Adolf templom, Bécs
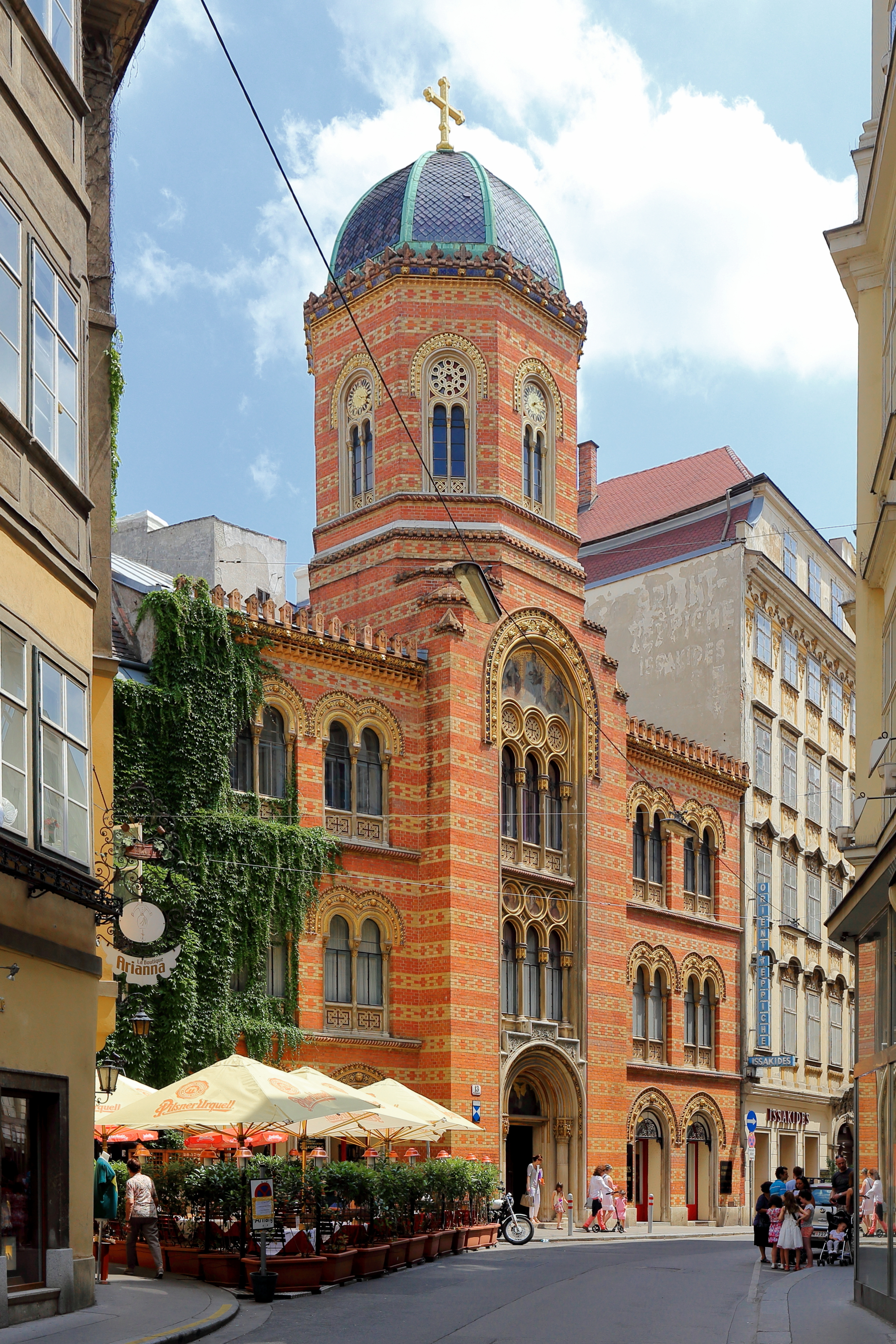
Görög katolikus templom, Bécs
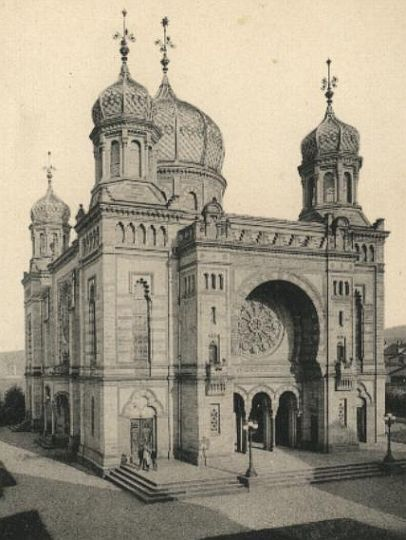
Zsinagóga, Kaiserslautern
Zsinagóga, Frankfurt
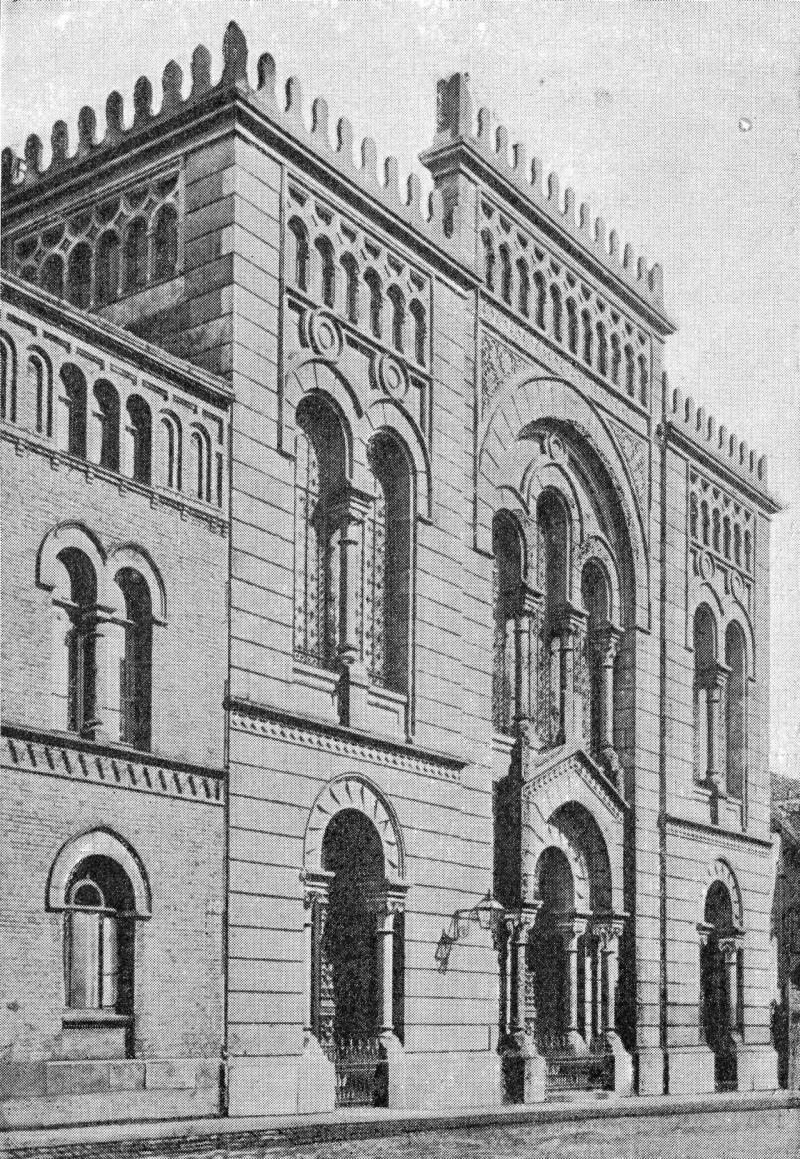
Zsinagóga, Braunschweig
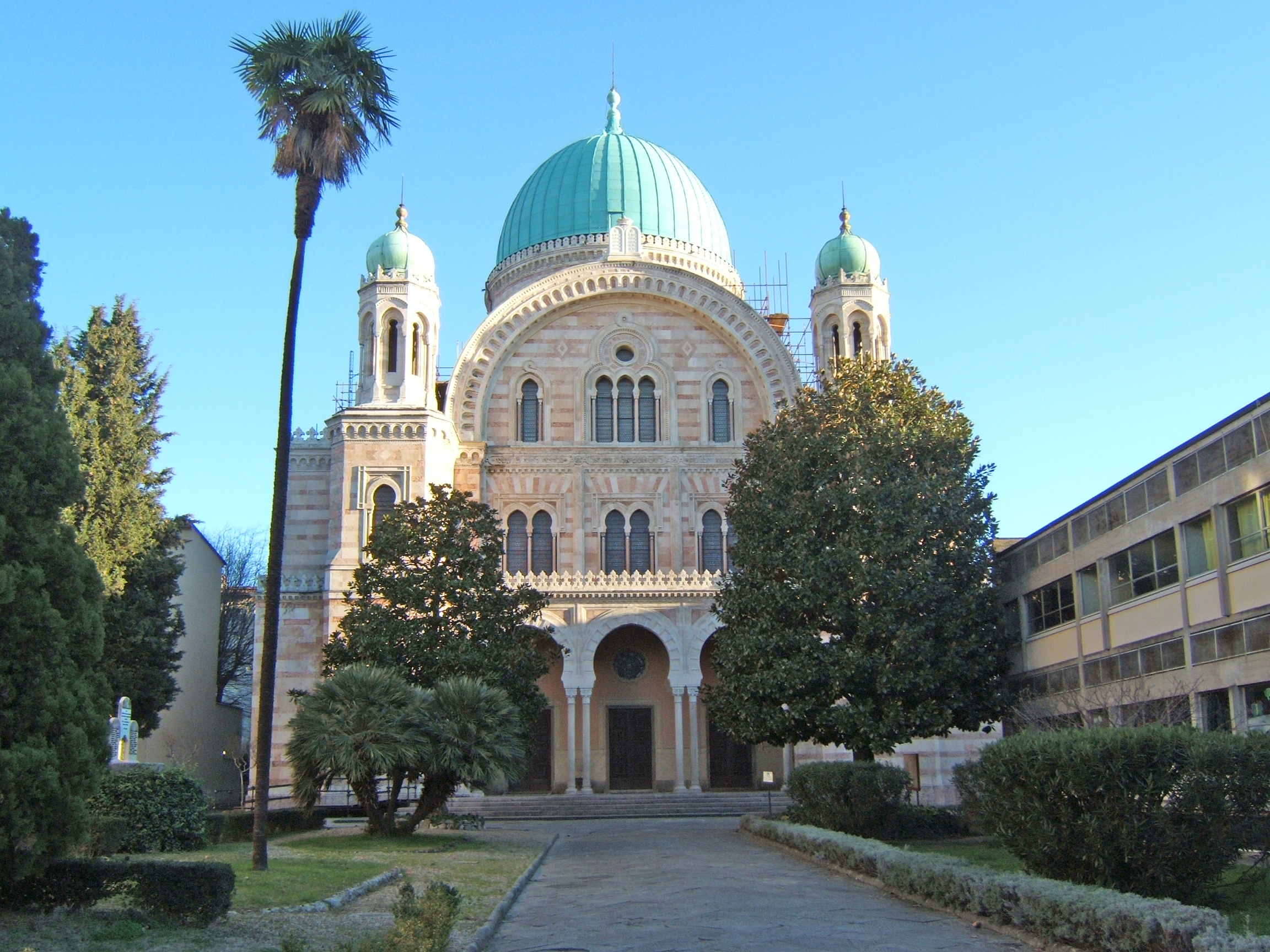
Zsinagóga, Firenze
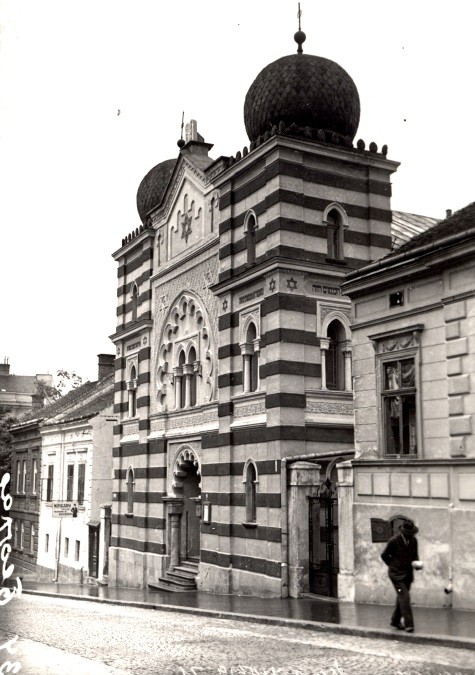
Zsinagóga, Belgrád
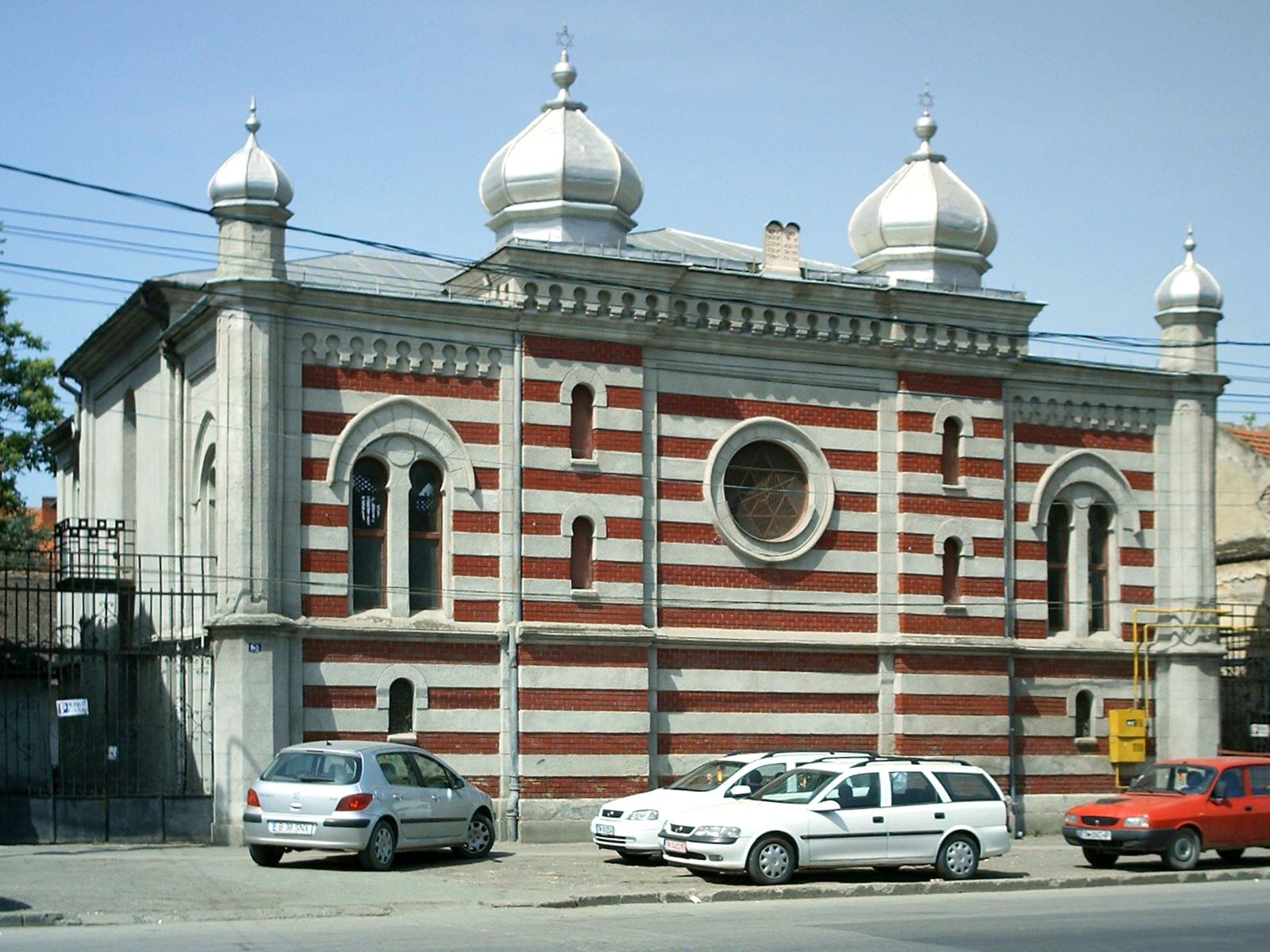
Iosefin Zsinagóga, Temesvár
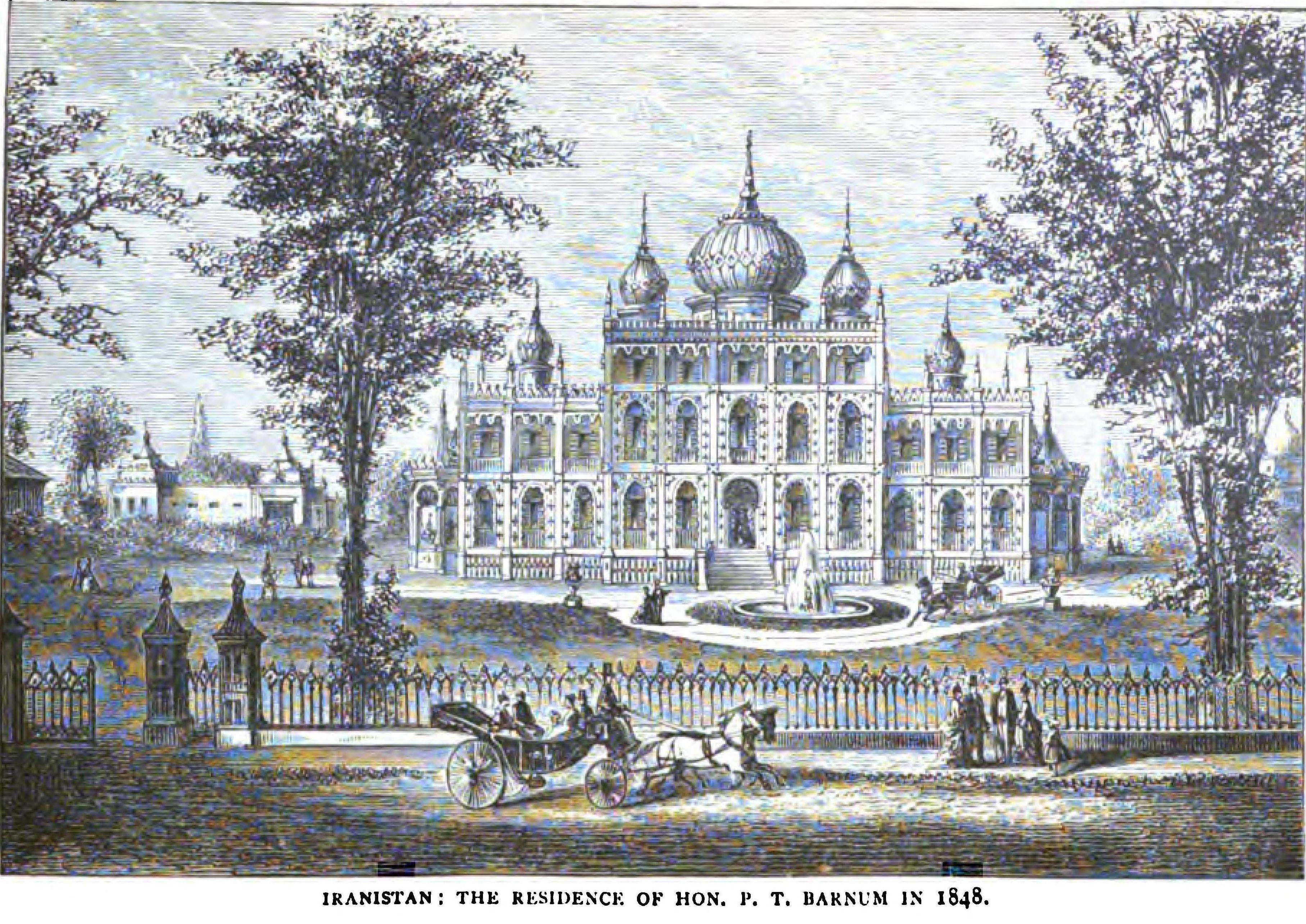
Iranisztán, Bridgeport

## Utótörténet a két világháború között
A historizmus hagyományos korszakhatára az első világháború ideje. Ezt követően ismét újraéledtek historizáló törekvések, ezt új- vagy latinosan neoeklektikus stílusnak nevezik (1920/1930-as évek), amely párhuzamosan élt a korai modern építészettel. Ebben az időben – akárcsak a korábbi historizmus időszakában – többféle régi stílusból válogattak az építészek. Ritkán sor került neomór stílusú épületek tervezésre is, ilyen volt például a mexikói Las Ventas bikaviadal-aréna (1924–1931).

## Magyarországon
Neomór stílusú épületeket Magyarországon is építettek, erről